# Claude Gaspard Dailly
Pour les articles homonymes, voir Dailly (homonymie).
Claude Gaspard Dailly ou Claude-Gaspard Dailly, né à Trappes le 30 septembre 1787 et mort le 8 mars 1849 à Paris est le maître de la poste aux chevaux de Paris de 1814 à mort en 1849. Il est aussi agriculteur et industriel à Trappes.
Ses entreprises de transport avec des chevaux sont complémentaires de son exploitation agricole, où il introduit de nombreuses innovations. Les deux sont florissantes mais, à la fin de sa vie, la poste aux chevaux commence à être concurrencée par les chemins de fer. Son fils Gaspard Adolphe Dailly continue et diversifie les activités de son père.

## Biographie
Claude Gaspard (ou Claude-Gaspard) Dailly est né à Trappes le 30 septembre 1787. Après des études au collège de Juilly, il se consacre d'abord au domaine agricole familial, à Trappes. Son père, Gaspard Dailly cherche déjà à améliorer la production agricole et, fermier agronome, fait partie du Comité d'agriculture en 1788. 

### Maître de poste
Claude Gaspard Dailly devient maître de la poste aux chevaux de Paris en épousant le 19 février 1814 Anne Louise Sophie Lanchère (morte le 26 décembre 1881), fille du maître de poste de Paris, Jean Barthélémy Lanchère, qui lui donne son établissement de poste dès le contrat de mariage. Le maître de poste est titulaire d'un relais de poste et dispose d'un droit exclusif de conduite en poste en vertu d'un brevet qu'il a acheté. La législation lui garantit un monopole : la loi du 10 décembre 1802 établit que « nul autre que les maîtres de poste munis d'une commission spéciale ne peut établir de relais particulier, relayer ou conduire à titre de louage des voyageurs d'un relais à l'autre ».
À Paris, au moment où Dailly devient maître de poste, la poste aux chevaux se situe rue Bonaparte et rue Saint-Benoît. Dailly l'installe au 2 rue Pigalle dans un hôtel qu'il fait construire en 1829 par l'architecte Hector Horeau dans un espace compris entre la rue Pigalle, la rue Blanche, la rue de La Tour-des-Dames et la rue de La Rochefoucauld et qu'il fait agrandir en 1842 et 1844. Son fils Gaspard Adolphe fait construire dans les années 1850 un hôtel aux 67 et 71 rue Pigalle, à la fois hôtel particulier et siège de son entreprise de transport. Vestige de cette activité, il reste dans la cour du 67-69 rue Pigalle une fontaine à tête de cheval, ancien abreuvoir pour les chevaux.  
Dans les années 1830, la poste aux chevaux de Paris est une entreprise très rentable, qui produit 300 000 francs par an de recettes. Un tiers d'entre elles provient d'un droit acquitté par les entreprises de messagerie qui n'utilisent pas les chevaux du maître de poste. Un quart correspond aux recettes issues des courses, la poste proprement dite. Puis viennent les produits de l'exploitation des malles-poste et des diligences et d'autres ressources. Dans la première moitié du XIXe siècle, le trafic routier à traction animale augmente considérablement, grâce à l'amélioration des routes et des voitures. 
Claude Dailly associe à la poste aux chevaux une entreprise de déménagement. Elle permet de continuer à utiliser les chevaux trop fatigués pour la poste mais qui peuvent encore tirer des chariots et des tapissières. Il exploite aussi plusieurs lignes de transport omnibus qui se développent dans Paris, le service des Diligentes. 

### Agriculteur, agronome et industriel
Comme beaucoup de maîtres de poste, Dailly est également propriétaire terrien, la poste et la ferme étant complémentaires. Son succès comme maître de poste repose sur sa ferme de Trappes et les relais des maîtres de poste sont des lieux où circulent les informations économiques et les nouveautés qui facilitent les progrès agronomiques.
La ferme Dailly à Trappes s'étend sur 300 hectares. Elle est une sorte de maison de santé pour les quelque 700 chevaux qu'il entretient dans les années 1840, pour la poste et ses entreprises de transport. Ils séjournent dans sa ferme pour se remettre de leur fatigue ou pour se reconvertir quand ils sont usés, grâce au travail des champs, plus mesuré que les efforts produits pour la poste et le transport. En effet, Claude Dailly le constate lui-même, les chevaux de poste, de jeunes adultes, s'épuisent vite : « Trois ans, c'est toute la durée d'un cheval de poste ».
Sa ferme participe à l'entretien des chevaux, grâce à ses productions de cultures fourragères, de foin et de paille. Les chevaux, en retour, permettent aussi de fumer les terres : ils produisent tellement de fumier que Dailly en vend à d'autres agriculteurs. Il fertilise ses terres avec d'autres produits : fumier produit par le bétail et la basse-cour, tourteaux de colza, poudrette, marne extraite de sa ferme de Bois-d'Arcy.
Claude Dailly, comme d'autres maîtres de poste, est un des fers de lance du développement de l'agronomie. C'est lui qui introduit la culture du colza dans le département de Seine-et-Oise. Au moment de son mariage, il élève « un troupeau de moutons de pure race espagnole dits mérinos ». À l'époque de son décès en 1849, il possède 880 moutons. Il teste l'utilisation du sel pour les engraisser et écrit une note à ce sujet. 
En 1822, il installe sur sa ferme de Trappes une fabrique de fécule de pomme de terre, dont il dessine lui-même les plans. Elle écrase sa propre production de pomes de terre et celle d'agriculteurs voisins. Cette féculerie devient l'une des plus importantes de la région parisienne, fournissant des papetiers, des boulangers, des brasseurs, des pharmaciens, etc. Ses clients se recrutent dans toute la France et en Angleterre.  

### Un notable
Claude Dailly s'intègre dans la sociabilité savante : membre de la société d'agriculture de Seine-et-Oise dès 1811, il devient en 1824 membre de la Société royale d'agriculture, puis en 1825 de la Société d'encouragement pour l'industrie nationale. Il est précédé à la Société royale d'agriculture par son père Gaspard en 1820. La bibliothèque de Claude Dailly comprend des livres d'agricullture, d'économie et de chimie. Il part en voyage en Flandre pour étudier des méthodes agricoles plus modernes. Présentant ses propres méthodes et résultats, il intervient régulièrement à la Société royale d'agriculture sur différents sujets : emploi des eaux usées de sa féculerie, guano, luzerne, pommes de terre... C'est pour reconnaître son œuvre agronomique que le roi Louis-Philippe Ier lui décerne la Légion d'honneur.
Il dirige lui-même ses différentes entreprises, en tient la comptabilité et y traque les dépenses qu'il considère comme surperflues. Il fonde néanmoins dans son entreprise de transport une société de secours mutuel pour venir en aide aux postillons malades. Il est le directeur d'une société d'assurance agricole, la Versaillaise, fondée en 1834. 
Il est nommé maire de Trappes en 1836, puis devient adjoint au maire du deuxième arrondissement de Paris. Son fils, Gaspard Adolphe, diplômé en 1838 de l'École centrale des arts et manufactures, passe une licence de droit en 1840.  Il épouse en 1842 une notable, Thérèse Frochot, de la famille de l'ancien préfet de la Seine Nicolas Frochot. 

### De la poste aux chevaux aux chemins de fer
En 1843, Claude Dailly constitue une société avec son fils Gaspard Adolphe, qui acquiert le brevet de maître de la poste aux chevaux de Paris  la même année. D'un capital de 1 600 000 francs, la société Dailly regroupe plusieurs entreprises, dans le secteur agricole comme les fermes de Trappes et de Bois-d'Arcy et la féculerie et dans le domaine des transports : la poste aux chevaux de Paris, l'entreprise de voitures omnibus dite Diligentes, et des entreprises de voitures desservant des villes de banlieue (Argenteuil, Franconville, Charenton, Maisons, Créteil).
Après la mort de Claude Dailly le 8 mars 1849 à Paris, la société est dissoute et le notaire constate que le brevet de poste a perdu les quatre cinquièmes de sa valeur en quelques années : de 375 000 francs en 1843, il ne l'estime plus qu'à 75 000 francs en 1849, « considérant la grande dépréciation qu'ont subie les postes aux chevaux tant par la suite de l'établissement des chemins de fer que par toutes autres circonstances ».   
Le déclin de la poste aux chevaux de Paris commence vraiment en 1848, au moment où l'administration des postes décide de donner ses sacs postaux aux chemins de fer. Le maître de poste doit se contenter d'assurer leur transport entre l'hôtel des postes et les gares. Claude Dailly anticipe cette évolution en diversifiant ses actifs. Il investit une part importante de sa fortune dans les chemins de fer (où il possède 120 000 francs d'actions), dans des entreprises de messagerie, la presse, etc. En 1842, il devient administrateur de le compagnie des chemins de fer de Rouen et du Havre.  
Son fils Gaspard Adolphe (mort le 18 février 1887) lui succède dans ses entreprises. Comme son père, il est maître de poste de Paris de 1850 à 1873 et membre de la Société nationale d'agriculture. Il agrandit le domaine agricole et la féculerie de Trappes et développe d'autres exploitations agricoles. Dernier maître de poste de Paris, il poursuit la diversification, investissant dans des actifs financiers très variés dans plusieurs pays d'Europe : banque, chemin de fer, mines, commerce. Les Dailly vont siéger longtemps au conseil d'administration de la Compagnie des chemins de fer de l'Ouest.

## Décoration
Chevalier de la Légion d'honneur le 1er mai 1838